# Emmanuel Moseley
Emmanuel LaMurel Moseley (Greensboro, 25 marzo 1996) è un giocatore di football americano statunitense che milita nel ruolo di cornerback per i Detroit Lions della National Football League (NFL).

## Carriera

### San Francisco 49ers
Originariamente pronosticato come una scelta degli ultimi giri del Draft NFL 2018, Moseley alla fine non venne scelto, firmando con i San Francisco 49ers il 28 aprile 2018. Fu svincolato alla fine della pre-stagione, rifirmando per la squadra di allenamento il 2 settembre. Fu promosso nel roster attivo il 1º novembre e debuttò come professionista quella sera stessa nella vittoria per 34-3 sugli Oakland Raiders, in cui mise a segno un tackle con gli special team. In quella partita si infortunò a una spalla, venendo inserito in lista infortunati il giorno successivo.
Moseley disputò la prima partita come titolare il 7 ottobre 2019 contro i Cleveland Browns, deviando un passaggio nella end zone. Il primo intercetto in carriera lo fece registrare il 27 ottobre contro i Carolina Panthers ai danni di Kyle Allen nella vittoria per 51-13. Un altro intercetto lo mise a segno nella finale della NFC ai danni di Aaron Rodgers dei Green Bay Packers nella vittoria per 37-20. Il 2 febbraio 2020 partì come titolare nel Super Bowl LIV in cui mise a segno 5 tackle ma i 49ers furono sconfitti per 31-20 dai Kansas City Chiefs.
Nel marzo del 2021 Moseley firmò con i 49ers un rinnovo contrattuale biennale del valore di 10,1 milioni di dollari.
Nel quinto turno della stagione 2022, Moseley si ruppe il legamento crociato anteriore, venendo inserito in lista infortunati il 15 ottobre 2022.

### Detroit Lions
Il 16 marzo 2023 Moseley firmò un contratto di un anno con i Detroit Lions.

## Palmarès
- National Football Conference Championship: 1

San Francisco 49ers: 2019